# Garabed Ier de Keghi
Garabed ou Karapet Ier de Keghi ou Keghets‘i (en arménien : Կարապետ Ա Կեղեցի) est Catholicos de l'Église apostolique arménienne de 1393/1396 à 1404/1408.

## Biographie
En 1393 ou 1396, après une vacance du siège catholicossal d’un an, Garabed ou Karapet de Keghi succède au Catholicos Théodore II de Cilicie, mis à mort par l’émir musulman Mélikh Omar à l’instigation de ses ennemis arméniens.
Une Chronique de Cilicie, identifiée par le Père Léonce (Ghewond) M. Alishan (1820-1901), précise qu’en 1404,  un parti de nobles s’est rassemblé à la cour du Catholicos Karapet et a décidé d’émigrer plutôt que de s'opposer à l’assaut d’un émir ramazanide contre Sis.
Ces hommes, qui étaient manifestement les partisans du Catholicos Karapet Ier, quittent alors le pays. Peu après, Karapet meurt lui aussi empoisonné.